# Canal de la Nèthe
 (avril 2025).
Si vous disposez d'ouvrages ou d'articles de référence ou si vous connaissez des sites web de qualité traitant du thème abordé ici, merci de compléter l'article en donnant les références utiles à sa vérifiabilité et en les liant à la section « Notes et références ».
Le canal de la Nèthe, situé en Belgique, dans la province d'Anvers, relie le Canal Albert au niveau de Viersel avec la partie navigable de la rivière Nèthe au niveau de Lierre. Celle-ci est navigable jusque Duffel où elle se jette dans la rivière Rupel qui est elle-même reliée à l’Escaut. Il permet ainsi aux bateaux venant du sud et souhaitant rejoindre le canal Albert d’éviter de passer par la ville d’Anvers.
Il est interdit de s'y baigner et d'y plonger du fait de courants dangereux,.

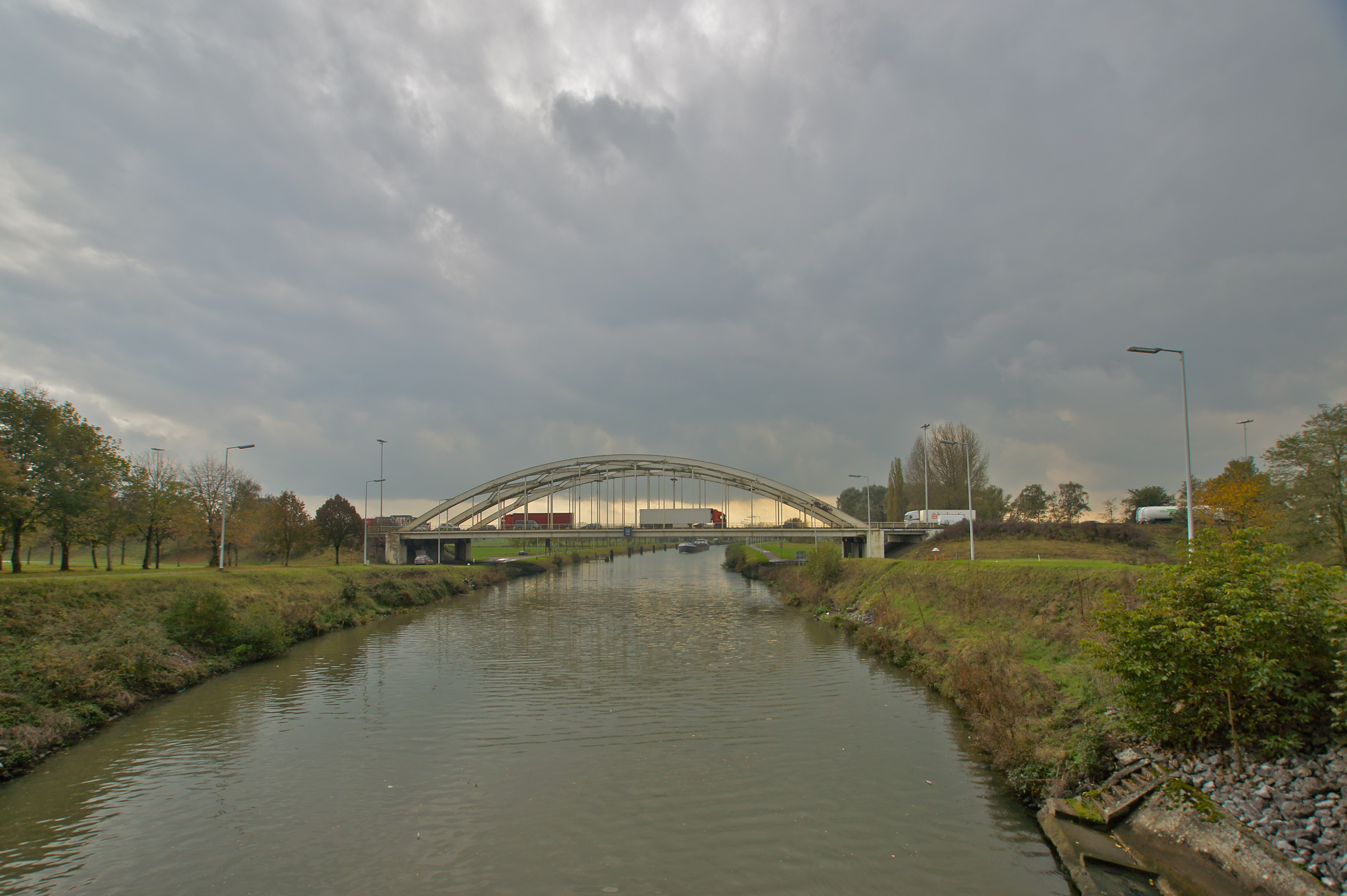
Le canal à Viersel

## Écluses
- Viersel : 1 écluse de 81,60 m x 10,50 m - Hauteur de 5,70 m
- Duffel : 1 écluse de 136 m x 16 m, 1 écluse de  55 m x 7,50 m – Hauteur dépendante de la marée.